# 西伯利亞高壓

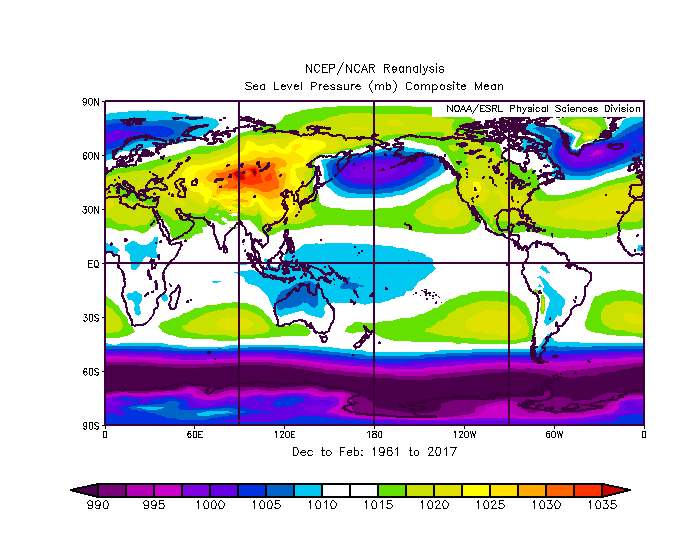
冬季平均海平面气压图显示西伯利亚南部有大面积的高气压。

西伯利亞高壓（英語：Siberian High），又稱蒙古高壓、西伯利亞反氣旋 冷高壓（英語：Siberian Anticyclone）、亞洲反氣旋（羅馬化：Aziatskiy antitsiklon），是一种位於歐亞大陸東北區域，發生在九月到次年四月的半永久性大陸反氣旋。在夏季，溫暖潮濕的氣流自太平洋流向西伯利亞。而在冬季則正好相反。這種變化是因為海洋和陸地的比熱熔差異，再加上歐亞大陸非常特殊的地理環境而造就的。從而在東亞和南亞地區形成了地球上範圍最大的季風氣候。冬季在蒙古、西伯利亞一帶大範圍堆積形成冷高壓，其通常在一月份前後達到極盛。西伯利亞高壓是四个北半球主要的季節性大氣活動中心之一，勢力強盛可影響整個歐亞大陸，成為北半球覆蓋面積最廣的高壓。
西伯利亞高壓春季東移，盛夏時減弱消失。在其控制下的氣團屬於極地大陸氣團（Pc），冷而乾燥，層結穩定，以天氣晴朗為主。其於東亞向外吹冬季風，它的存在影响東亞顯著，使得當地冬季比同纬度地區更冷；而在秦嶺淮河以北仍屬極地大陸氣團，越過秦嶺淮河一線就會變性，成為變性極地大陸氣團（NPc），稍較濕潤。
隨著全球暖化的影響，西伯利亞高壓長年來有減弱的趨勢。
西伯利亞高氣壓可會導致台灣各地大不相同